# Francisco Almenara Butler
Francisco Almenara Butler, (Moquegua, 4 de octubre de 1849-Lima, 30 de marzo de 1930) médico peruano. Fue ministro de Fomento y Obras Públicas del Perú (1898-1899).

## Biografía
Fue hijo de Luciano Almenara y Nicolasa Butler; hermano de Domingo Almenara Butler, que fue abogado, magistrado y político; y padre de Guillermo Almenara Irigoyen, que también fue un médico y político.
Cursó sus estudios escolares en el Colegio Nacional de La Libertad. En 1866 se trasladó a Lima e ingresó a la Facultad de Medicina de la Universidad de San Marcos, graduándose de bachiller en 1873.
En 1875 pasó a laborar en la sanidad militar como cirujano de segunda clase. Asistió en las campañas realizadas por el segundo gobierno de Mariano Ignacio Prado contra las intentonas subversivas de Nicolás de Piérola.
En 1877 se recibió de médico cirujano y se graduó de doctor. Pasó a ejercer su profesión en la Escuela Militar (1876-1878). Ya como cirujano de primera clase, laboró en el hospital de sangre creado en la capital para atender a los heridos, en plena guerra del Pacífico (1879-1883).
Ejerció la docencia en la Universidad de San Marcos, donde se le encomendó la naciente Cátedra de Pediatría y Clínica Pediátrica (1896).
Durante el gobierno de Nicolás de Piérola fue nombrado ministro de Fomento y Obras Públicas, integrando el gabinete presidido por José Jorge Loayza (1898-1899), que fue el último de dicho gobierno. En dicha función se preocupó especialmente por los problemas sanitarios. Luego desempeñó funciones legislativas, en calidad de senador suplente por Loreto (1901-1905).
Fue uno de los fundadores de la Academia Nacional de Medicina (1888), cuya presidencia ejerció en 1901. Publicó sus trabajos médicos en la Crónica Médica, la Gaceta Médica y la Gaceta de los Hospitales.